# Luiz Cláudio Marigo
Luiz Cláudio Marigo (Rio de Janeiro, 1950 - 2014) foi um fotógrafo brasileiro cujos trabalhos incluem fotos para a Revista Geográfica Universal, álbuns do Chocolate Surpresa e diversas revistas internacionais, tais como a Foto (Suécia), Grands Reportages, Okapi e Terre Sauvage (França), Periplo (Espanha), Hörzu e Das Tier (Alemanha), BBC Wildlife (Inglaterra), International Wildlife, Ranger Rick, Wildlife Conservation, Natural History (EUA), Viva! (Polônia), Bonniers Specialmagasiner (Dinamarca), Spick (Suíça), Sinra (Japão) e Birds International (Austrália). Em 1985, Marigo e José Márcio Ayres propuseram ao governo brasileiro a criação da Reserva Mamirauá. Colaborava com artigos e fotos para a revista brasileira "Fotografe Melhor" nos últimos anos de vida.
Luiz Cláudio faleceu diante do Instituto Nacional de Cardiologia, no bairro de Laranjeiras, no Rio de Janeiro, aos 63 anos após passar mal dentro de um ônibus e ter o atendimento negado pelos funcionários do hospital que estavam em greve.

## Livros
- Amazon Wildlife (Cingapura)
- Mata Atlântica e Pantanal (com Carlos Drummond de Andrade)
- Chapada Diamantina (com Jorge Amado)
- Banhados (com Guilhermino César)
- Amazonas Pátria da Água (com Thiago de Mello)
- Ecossistemas Brasileiros (com Adelmar Coimbra-Filho, Carlos Toledo Rizzini e Antonio Houaiss)
- Jardins e Riachinhos (com Guimarães Rosa - Prêmio Jabuti de 1984)
- Borboletas (com Luiz Soledade Otero)
- Bromélias na Natureza (com Elton Leme)

### Participações
- Floresta Atlântica e Cerrados, com diversos autores e também, no exterior,
- The International Book of the Forest
- The Rainforests – A Celebration, Tropical Rainforest
- The Flooded Forest e Discovering the Amazon (Inglaterra)
- 5000 Jours Pour Sauver la Planète e Le Peuple Singe (França)
- Wonders of the Jungle
- Wildlife as Canon Sees It
- Saving Wildlife – A Century of Conservation (USA)
- Busy Monkeys[5]